# Grupo de especies Hoplias lacerdae
El grupo de especies Hoplias lacerdae, también denominado complejo de especies Hoplias lacerdae, es uno de los 3 conjuntos en los que se divide el género de peces de agua dulce Hoplias, perteneciente a la familia de los eritrínidos. Las especies que lo integran son denominadas comúnmente con el nombre de tarariras, taruchas, etc. y se distribuyen en el norte y centro-este de Sudamérica. 

## Taxonomía
Este grupo de especies fue propuesto originalmente en el año 1990 por el ictiólogo Osvaldo Takeshi Oyakawa, ampliando su diagnosis en el año 2009 el mismo autor, junto con George Mendes Taliaferro Mattox.
Especies
El grupo de especies “Hoplias lacerdae” incluye 5 entidades con nivel específico ya descritas:
- Hoplias australis Oyakawa & Mattox, 2009[2]
- Hoplias brasiliensis (Spix & Agassiz, 1829)[4]
- Hoplias curupira Oyakawa & Mattox, 2009[2]
- Hoplias intermedius (Günther, 1864)[5][2]
- Hoplias lacerdae A. Miranda-Ribeiro, 1908[6]

## Descripción
Como todos los integrantes del género Hoplias, los componentes de este grupo de especies poseen cuerpo cilíndrico y robusto, boca grande, armada de una poderosa dentadura y carecen de aleta adiposa. 
En particular, el grupo de especies “Hoplias lacerdae” se caracteriza por presentar especies de tamaño generalmente grande  —la mayor, H. lacerdae, comparable a la única integrante del grupo de especies “Hoplias macrophthalmus”, Hoplias aimara (Valenciennes, 1847)—, con los márgenes mediales de los dentarios contralaterales que se encuentran casi paralelos entre sí —lo que resulta en un margen en forma “U” en vista ventral— y con la ausencia de placas dermales dentadas en el tejido carnoso de la superficie dorsal del basihial (una estructura ósea semejante a la lengua) y de los basibranquiales, lo que les otorga a sus superficies una apariencia lisa, suave al tacto, rasgos que los diferencian de los taxones pertenecientes al grupo de especies “Hoplias malabaricus”, integrado por especies con un tamaño algo menor, con dentarios que convergen abruptamente hacia la sínfisis mandibular —formando así un margen en forma de “V” en la vista ventral— y con la presencia de placas dentales en el basihial y en los basibranquiales, lo que les confiere a sus superficies una apariencia rugosa, áspera al tacto.

## Costumbres
Generalmente no son activas, pues capturan sus presas con la técnica del acecho. Dado sus hábitos exclusivamente carnívoros, en algunos humedales se ubican en el tope de la cadena alimentaria, con inclinación marcada por la ictiofagia; en menor medida también puede capturar otros vertebrados acuáticos, como anfibios, roedores y polluelos de aves acuáticas. La violencia con que atacan todo tipo de cebos y sus importantes portes las hacen apreciadas para los pescadores deportivos. Su carne magra y de gusto sabroso determinó que sean objeto de pesquería comercial, especialmente de tipo artesanal. De todos los integrantes de este grupo de especies, dado su gran tamaño (un metro de longitud y un peso de 20 kg), Hoplias lacerdae es la que presenta el mayor potencial para su cultivo piscícola.

## Distribución y hábitat
Los integrantes de este grupo de especies habitan en lagunas, arroyos, y ríos en regiones templadas y cálidas en el norte y centro-este de Sudamérica, desde Venezuela y las Guayanas por el norte hasta el centro-este de la Argentina y Uruguay por el sur.